# Rebecca Mader
Rebecca Leigh Mader (Cantabrígia, 24 de abril de 1977) é uma atriz Inglesa. Ela desempenhou o papel de Morgan Gordon na série televisiva All My Children por cerca de uma dúzia de episódios, mas foi em 2008 que chegou ao grande estrelado ao interpretar a antropóloga Charlotte Lewis na aclamada série Lost. Interpretou Zelena, a Bruxa Má do Oeste na série Once Upon a Time, encerrada em 2018.

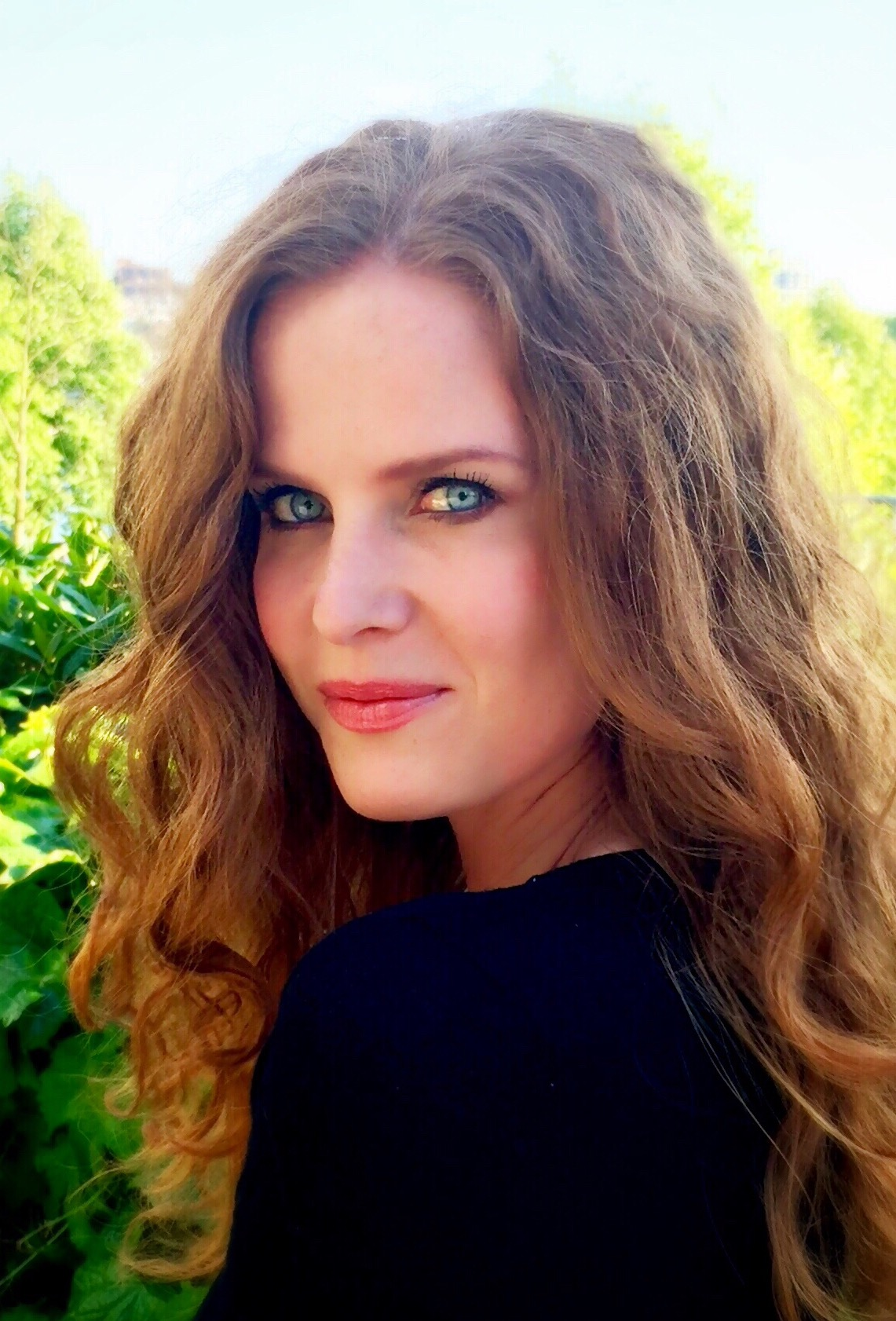
Rebecca Mader

## Vida e carreira
Rebecca nasceu em Cambridge, Cambridgeshire, Inglaterra e trabalhou como modelo em Nova Iorque por um ano, aparecendo em anúncios da L'Oréal, Colgate e Wella. Sua carreira na televisão começou no canal ABC Family na série All My Children como Morgan Gordon, e One Life to Live como Margaret Cochran, aparecendo também em Guiding Light, em 2003.
A atriz fez várias aparições em programas de televisão. Em 2006, Mader teve um papel regular na série da vida curta Fox drama legal, Justice. Em 2008, ela começou estrelando como a antropóloga Charlotte Lewis na série da ABC Lost. Ela apareceu no show em 2008-2009 e em dois episódios em 2010. Em 2011, teve um papel recorrente em No Ordinary Family, e em 2012 foi atriz convidada em uma aparição na série de ficção científica Fringe, da emissora FOX, como Jessica Holt. Também em 2012, Mader estrelou a série de comédia de curta duração da ABC Work It.
Em junho de 2013, Mader fez sua estreia em uma comédia em um ato no Hollywood Fringe Festival chamado The Third Date. Ela desempenhou o papel de Barrie. Em dezembro de 2013, Mader foi escalada como a bruxa Malvada do Oeste, a nova antagonista para a segunda metade da terceira temporada de Once Upon a Time.
Em maio de 2020, durante o isolamento epidêmico obrigatório, Rebecca criou uma série de entrevistas denominada "At Home with Sean and Bex" (Em Casa com Sean e Bex) através da plataforma YouTube, em que entrevista outras pessoas junto a Sean Maguire, que foi seu colega de filmagem na série televisiva Once Upon a Time.

## Filmografia

### Filmes
| Ano  | Título                     | Personagem       | Notas |
| ---- | -------------------------- | ---------------- | ----- |
| 2003 | Mimic 3: Sentinel          | Carmen           |       |
| 2003 | Replay                     | Belinda Brown    |       |
| 2006 | The Devil Wears Prada      | Jocelyn          |       |
| 2007 | Great World of Sound       | Pam              |       |
| 2008 | The Rainbow Tribe          | Sra. Murray      |       |
| 2009 | The Men Who Stare at Goats | Debora Wilton    |       |
| 2010 | Ceremony                   | Esme Ball        |       |
| 2010 | The Big Bang               | Zooey Wigner     |       |
| 2011 | Cougars, Inc.              | Mary             |       |
| 2013 | Iron Man 3                 | Sweat shop agent |       |
| 2014 | It's Gawd!                 | Holly            |       |

### Televisão
| Ano             | Título                     | Personagem             | Notas                                                                   |
| --------------- | -------------------------- | ---------------------- | ----------------------------------------------------------------------- |
| 2000            | Madigan Men                | Kim                    | Episódio: "Bachelors"                                                   |
| 2001            | Third Watch                | Mandy                  | Episódio: "Exposing Faith"                                              |
| 2003            | All My Children            | Morgan Gordon          | Elenco regular, 17 episódios                                            |
| 2003            | Fastlane                   | Nicole Martin          | Episódio: "Monster"                                                     |
| 2003            | Guiding Light              | Mulher Misteriosa      | 2 episódios                                                             |
| 2004            | An American Girl Holiday   | Aunt Cornelia          |                                                                         |
| 2004            | One Life to Live           | Margaret Cochran       | Elenco regular                                                          |
| 2005            | Law & Order: Trial by Jury | Melanie Ferris         | Episódio: "The Abominable Showman"                                      |
| 2005            | Stella                     | Garota Bonita          | Episódio: "Meeting Girls"                                               |
| 2005            | Starved                    | Garota Puma Heather    | Episódio: "Pilot" Episódio: "3D"                                        |
| 2006            | Conviction                 | Hannah                 | Episódio: "Breakup"                                                     |
| 2006            | Love Monkey                | Grace                  | 3 episódios                                                             |
| 2006–2007       | Justice                    | Alden Tuller           | Elenco regular, 13 episódios                                            |
| 2007            | Mr. and Mrs. Smith         | Jordan                 |                                                                         |
| 2007            | Private Practice           | Leslie                 | Episódio: "In Which We Meet Addison, a Nice Girl from Somewhere Else"   |
| 2008–2009; 2010 | Lost                       | Charlotte Lewis        | Elenco regular, 17 episódios                                            |
| 2009            | Ring of Deceit             | Madison Byrne          |                                                                         |
| 2010            | Law & Order: LA            | Rebecca Townley        | Episódio: "Pasadena"                                                    |
| 2011            | Second City This Week      | Celebrity Guest        | Episódio: "Pilot"                                                       |
| 2011            | No Ordinary Family         | Victoria Morrow        | 5 episódios                                                             |
| 2011            | Covert Affairs             | Franka                 | Episódio: "Half a World Away"                                           |
| 2011            | Friends with Benefits      | Ariel                  | Episódio: "The Benefit of Avoiding the Mindbanger"                      |
| 2011            | Alphas                     | Griffin                | Episódio: "Blind Spot"                                                  |
| 2011            | Aim High                   | Ms Walker              | 3 episódios                                                             |
| 2012            | Work It                    | Grace Hudson           | Elenco regular, 13 episódios                                            |
| 2012            | Fringe                     | Jessica Holt           | Episódio: "Brave New World: Part 1" Episódio: "Brave New World: Part 2" |
| 2012            | White Collar               | Abigail Kincaid        | Episódio: "Honour Among Thieves"                                        |
| 2012            | 30 Rock                    | Super Hot Lady         | Episódio: "My Whole Life Is Thunder"                                    |
| 2013            | Drop Dead Diva             | Mistress Robin         | Episódio: "Jane's Secret Revealed"                                      |
| 2014            | Warehouse 13               | Lisa Da Vinci          | Episódio: "Endless Terror"                                              |
| 2014–2018       | Once Upon a Time           | Bruxa Malvada do Oeste | Elenco regular (temporadas 5–6) Elenco recorrente (temporadas 3–4, 7)   |